# Svenskarnas parti
Svenskarnas parti (SvP) var ett svenskt nynazistiskt politiskt parti, som beskrev sig som ett nationalistiskt parti på genetisk grund. Partiet bildades, under beteckningen Folkfronten, den 22 november 2008 efter att Nationalsocialistisk front lagts ner.
Svenskarnas parti tillhörde de grupper som bevakas av svenska säkerhetspolisen, och ansågs av dem ingå i vit makt-miljön. Svenskarnas parti upplöstes den 10 maj 2015. Orsaken till upplösningen uppgavs vara dåligt valresultat och vikande medlemsunderlag.
I valet till kommunfullmäktige i Grästorps kommun 2010 fick partiet 102 röster (2,8 procent) och ett mandat. Svenskarnas parti blev därmed det första nazistiska parti som suttit i en folkvald församling i Sverige sedan 1940-talet. Skatteverket konstaterade dock att den folkvalde, Daniel Höglund, i praktiken inte bodde i Grästorp och ändrade därför folkbokföringsadress för Höglund. Detta ledde i sin tur till att partiets mandat var obesatt redan efter några månader.

## Namnbyten
Svenskarnas parti bildades ur Nationalsocialistisk front (NSF) som upplöstes den 22 november 2008. Svenskarnas parti kallade sig till en början för Folkfronten, men lät år 2009 registrera partibeteckningen Svenskarnas parti sedan beteckningen Folkfronten hade registrerats lokalt av ett socialistiskt parti i Linköping. Namnändringen skedde genom beslut vid ledningsmöte 25 oktober 2009.
Partiet (som då hette Folkfronten) hade vid starten samma partistyrelse som NSF och partiets medlemmar hade överförts från Nationalsocialistisk front när de upplöstes. Svenskarnas parti hade inga öppet nationalsocialistiska inslag i sin profil, och satsade mer på en folklig inriktning. Partiet valde också att sluta aktivt beskriva sig som nationalsocialister, och istället som nationalister och konservativa. Svenska säkerhetspolisen (SÄPO) betraktade nedläggningen av Nationalsocialistisk front och starten av det nya partiet som enbart ett namnbyte på en och samma organisation. Enligt Expos chefredaktör Daniel Poohl var förändringen enbart kosmetisk. 2011 var flera ledande medlemmar i Svenskarnas parti nationalister som saknar bakgrund i NSF, som Stefan Jacobsson, Dan Eriksson, Jonas De Geer och Nils-Eric Hennix.

## Ideologi

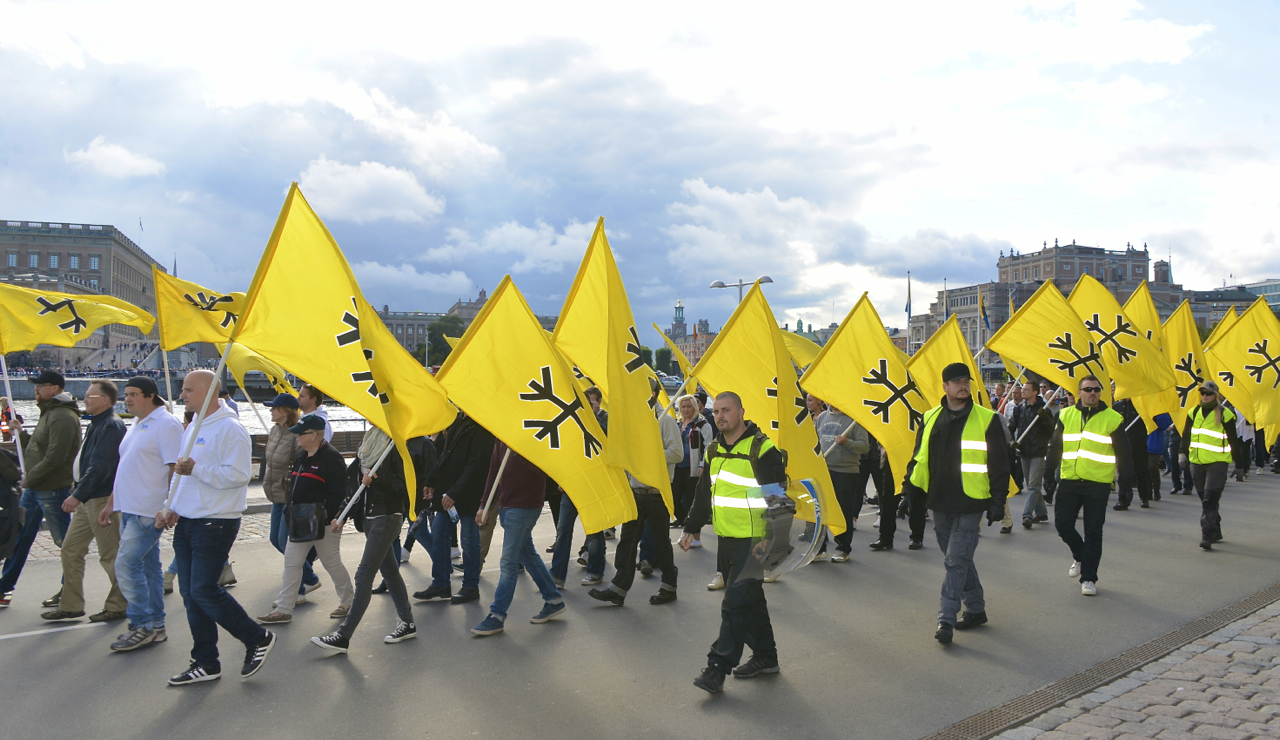
SvP demonstrerar i Stockholm i augusti 2014.

Före detta partiledaren Daniel Höglund och vicepartiledaren Anders Ärleskog företrädde tidigare Nationalsocialistisk front i dess riksledning. I Den Svenske Nationalsocialisten beskrevs bildandet av Folkfronten på följande sätt:
| ” | Ett nytt parti har fötts. Kampen för det svenska folket har alltid pågått, men först nu finns ett redskap för att vinna den kampen. Det är långt kvar till målet, ingen tvekan om den saken, men genom Folkfrontens födelse kan man ana den kommande segern. | „ |

Även det nya partiet uppgav sig kämpa för ett etniskt homogent Sverige, det vill säga ett samhälle som inte uppvisar någon etnisk mångfald.  Svenskarnas parti skrev i sitt partiprogram att:
| ” | Sverige skall även i framtiden vara svenskt: Endast människor som tillhör det västerländska genetiska och kulturella arvet, där de etniska svenskarna ingår, skall kunna vara svenska medborgare. Sverige behöver vara svenskt för att svenskarna skall kunna skapa sin egen kultur, sina egna seder och bruk samt fritt kunna välja vilka influenser som skall påverka eller berika Sverige från andra delar av världen. | „ |

Daniel Poohl, chefredaktör för tidskriften Expo, kommenterade i en artikel i tidningen Arbetaren att:
| ” | Nationalsocialistiskt front har bytt kostym, men det är ingen skillnad. Man har tonat ner smått nostalgiska saker som rasteologi på skolschemat och bonderomantik, annars är det samma nazistiska parti som innan. (...) Folkfronten är ett nationalsocialistiskt parti. Man säger inte ras rakt ut längre, men det är det man menar. | „ |

## Svenska säkerhetspolisens syn på Svenskarnas parti
Svenskarnas parti hörde till de grupper som bevakas av svenska säkerhetspolisen. Nedläggningen av NSF och starten av partiet där beteckningen nationalsocialistisk ej ingår i politik eller namn, betraktades av säkerhetspolisen som enbart ett namnbyte. Enligt säkerhetspolisen var partiet således att betrakta som nazistiskt.

## Kontroverser
- I april 2009 dömdes partiets dåvarande kontaktperson i Gävle för misshandel och hets mot folkgrupp, efter att ha deltagit i en attack på en feministfestival i Färnebo folkhögskola. Han har vid ett tidigare tillfälle åtalats för misshandel och hemfridsbrott, i samband med andra händelser.[33][34]
- I maj 2009 kastade aktivister från partiet Toblerone på Mona Sahlin, under hennes första maj-tal i Folkparken i Malmö. Händelsen uppmärksammades på partiets hemsida, där man menade att man ville påminna Sahlin om hur hon hade använt folkets pengar för att köpa choklad.[35]
- Den 9 januari 2010 spred representanter för Svenskarnas parti flygblad med budskapet "Varning för pedofilen" i en ort norr om Kalmar, med anledning av att en person som avtjänat fängelsestraff för sexuella övergrepp på barn bosatt sig på orten. På flygbladen namngavs den tidigare dömda brottslingen.[36]
- I december 2010 entledigades partiets ende folkvalde företrädare från sin post som ledamot av kommunfullmäktige i Grästorp, efter att det framkommit att han i själva verket inte bodde i kommunen.
- Inför de allmänna valen 2014 gjorde Sveriges Radio en undersökning som visade att en tredjedel av Svenskarnas partis kandidater till kommunalvalen var dömda för brott.[37][38] Aftonbladet visade i en undersökning att 4 av 10 SvP:s riksdagskandidater är dömda för brott. Många av brotten är kopplade till deras politiska aktiviteter. Det handlar om allt ifrån grov misshandel och vapenbrott till hets mot folkgrupp och stöld.[39]
- Partiet blev anmäld under valrörelsen 2014 till Justitiekanslern för hets mot folkgrupp för delar av deras valpropaganda inför valet. Den anmälda tidskriften – "Svenska jobb till svenska arbetare" – ansågs inte utgöra hets mot folkgrupp trots att den innehöll missaktning mot gruppen invandrare, då JK ansåg att det inte var tillräckligt för att inskränka yttrandefriheten i det fallet och hänvisade till Europakonventionen för mänskliga rättigheter och ett avgörande i Högsta domstolen (NJA 2007 s. 805).[40]

## Uppmärksammade demonstrationer
- 30 november 2008,[13] dödsdagen för Karl XII, höll bland andra Folkfronten en demonstration med cirka 100 deltagare i centrala Stockholm. Ett 50-tal motdemonstranter attackerade demonstrationen med smällare och raketer. I samband med detta omhändertogs fyra personer för att ha uppträtt våldsamt. Två fordon utsattes för skadegörelse, varav ett brann upp, i Marieberg. Ingen greps för skadegörelsen.
- 22 augusti 2009 anordnade Folkfronten en demonstration i Hässleholm mot politiskt våld. Demonstrationen hade mellan 70 och 80 deltagare och möttes av mellan 100 och 150 motdemonstranter, där motdemonstranterna försökte överrösta talarna med hjälp av visselpipor och slagord. En person omhändertogs för störande av allmän ordning efter att ha kastat smällare in i folkmassan. På demonstrationen talade bland andra Folkfrontens ordförande Daniel Höglund samt Nationaldemokraternas före detta partiledare Nils-Eric Hennix.[41][42] Partiet har anmält Skånepolisen till Justitieombudsmannen för att inte ha agerat strängare mot motdemonstranterna trots smällarna.[43]
- 1 maj 2012 höll Svenskarnas parti en demonstration i Eskilstuna som möttes av motdemonstranter som därefter urartade i våldsamma sammandrabbningar där glasflaskor, sten och golfbollar kastades. En demonstrant fick en glasflaska i huvudet och en annan fick en gatsten i huvudet och var tvungen att föras till sjukhus.[44] I efterhand visade det sig att Svenskarnas parti saknade tillstånd för en stor andel av de aktiviteter de utförde under dagen.[45]
- 1 maj 2013 höll Svenskarnas parti en demonstration i Jönköping som möttes av motdemonstranter som därefter tände eld på tre bilar, tillhörande demonstranter från SvP.[46]
- 14 september 2013 hölls ett demonstrationståg som startade på Humlegården och avslutades i dammen vid Observatorielunden. Motdemonstranter kastade vattenballonger men det massiva polispådraget höll situationen under kontroll.[47]
- 30 augusti 2014 hölls ett demonstrationståg med omkring 100[48] deltagare som startade på Gustav Adolfs torg i Stockholm och som gick via Blasieholmen ut på Skeppsholmen där man vände och avslutade med tal på utgångstorget. 100-tals kravallpoliser höll 1000-tals motdemonstranter på behörigt avstånd med kravallstaket, hundar och hästar. Polisövervakningen gjordes även med båtar från sjösidan och multirotor från luften. (Se bildgalleri nedan och på Wikimedia Commons.)[49][50][51]

## Kommunal representation
Till skillnad från andra högerextrema grupper satsade Svenskarnas parti på kommunalval. Före detta partiledaren Daniel Höglund kom efter valet 2010 in i kommunfullmäktige i Grästorps kommun, men fick lämna sin plats eftersom han inte bodde i kommunen, vilket ledde till att stolen stod tom.
Under mandatperioden 2010-2014 lyckades Svenskarnas parti få representation i kommunfullmäktigeförsamlingarna i Lidköping, Nykvarn, Mönsterås och Hedemora, i och med att personer som valts in för Sverigedemokraterna eller Nationaldemokraterna gick över till partiet. Efter valet 2014 representerades Svenskarnas parti i Säter av en person som blev invald på ett mandat för Sverigedemokraterna genom personröstning på valsedlar med öppna namnlistor.

## Realisten
Svenskarnas parti hade fram till oktober 2014 en webbtidning vid namn Realisten. Realisten och Svenskarnas partis egen webbplats utgjorde två av elva svenska webbplatser, varav sju högerorienterade, som 2013 klassificerades som öppet våldsbejakande i en studie av Statens medieråd.

## Upplösningen
Söndagen den 10 maj 2015 gick partiledaren Stefan Jacobsson ut med att partiet skulle läggas ner på grund av dåligt valresultat, avhopp från partiet samt att få kandidater sade sig vilja ställa upp igen i framtida val.

## Bilder från SvP:s demonstration i Stockholm den 30 augusti 2014

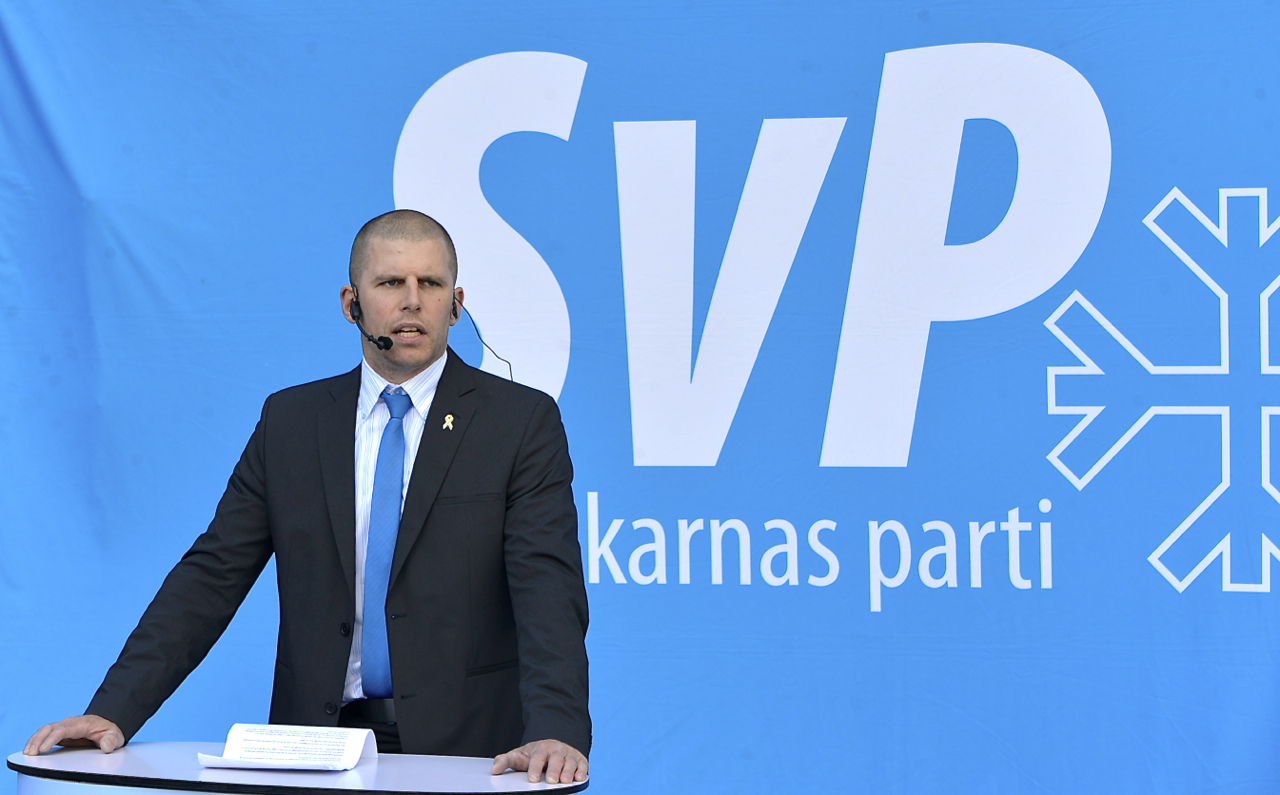
Anders Ärleskog talar inledningsvis.
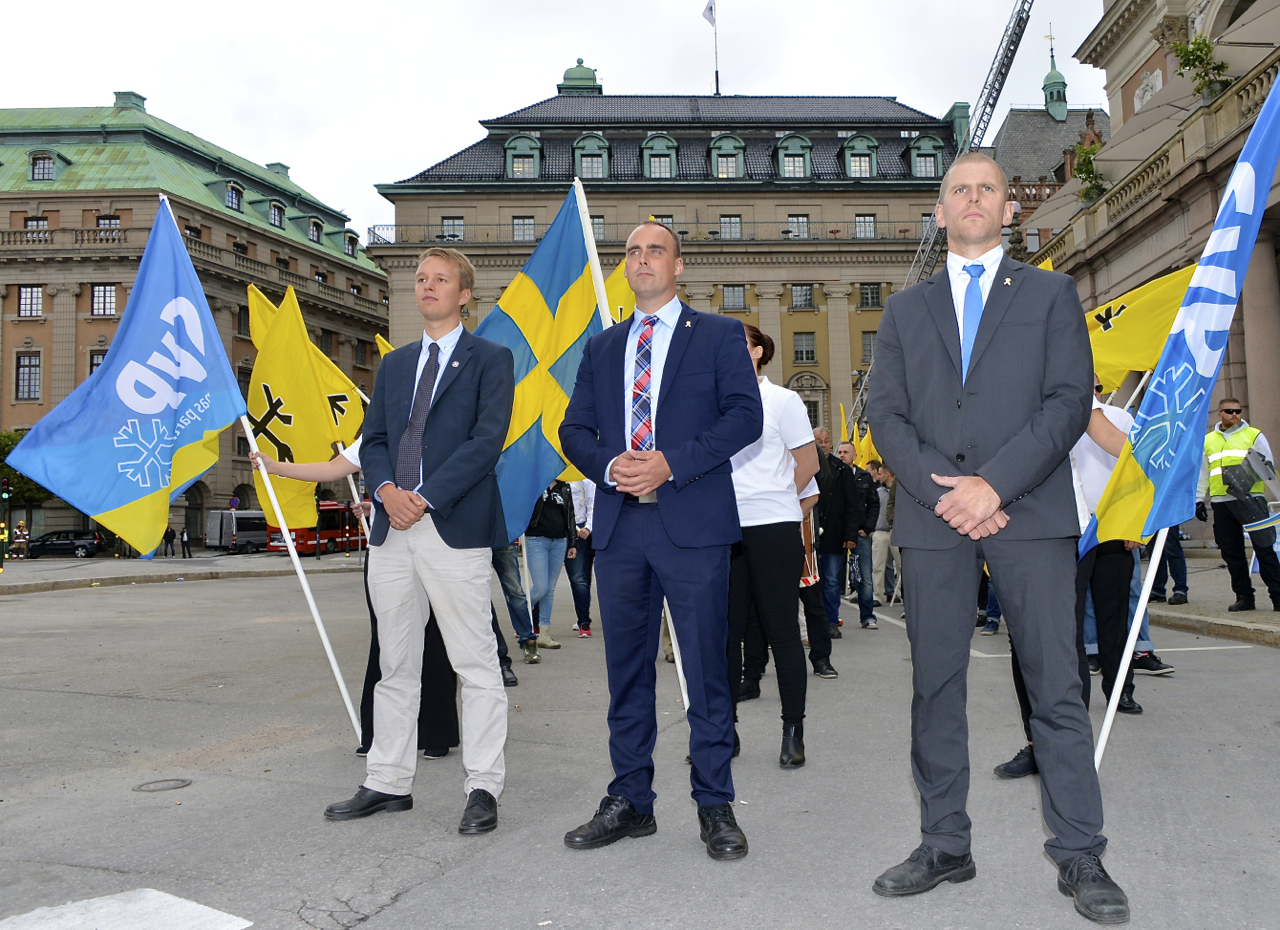
Inför avmarschen. Från vänster: Daniel Carlsen, Stefan Jacobsson och Anders Ärleskog.
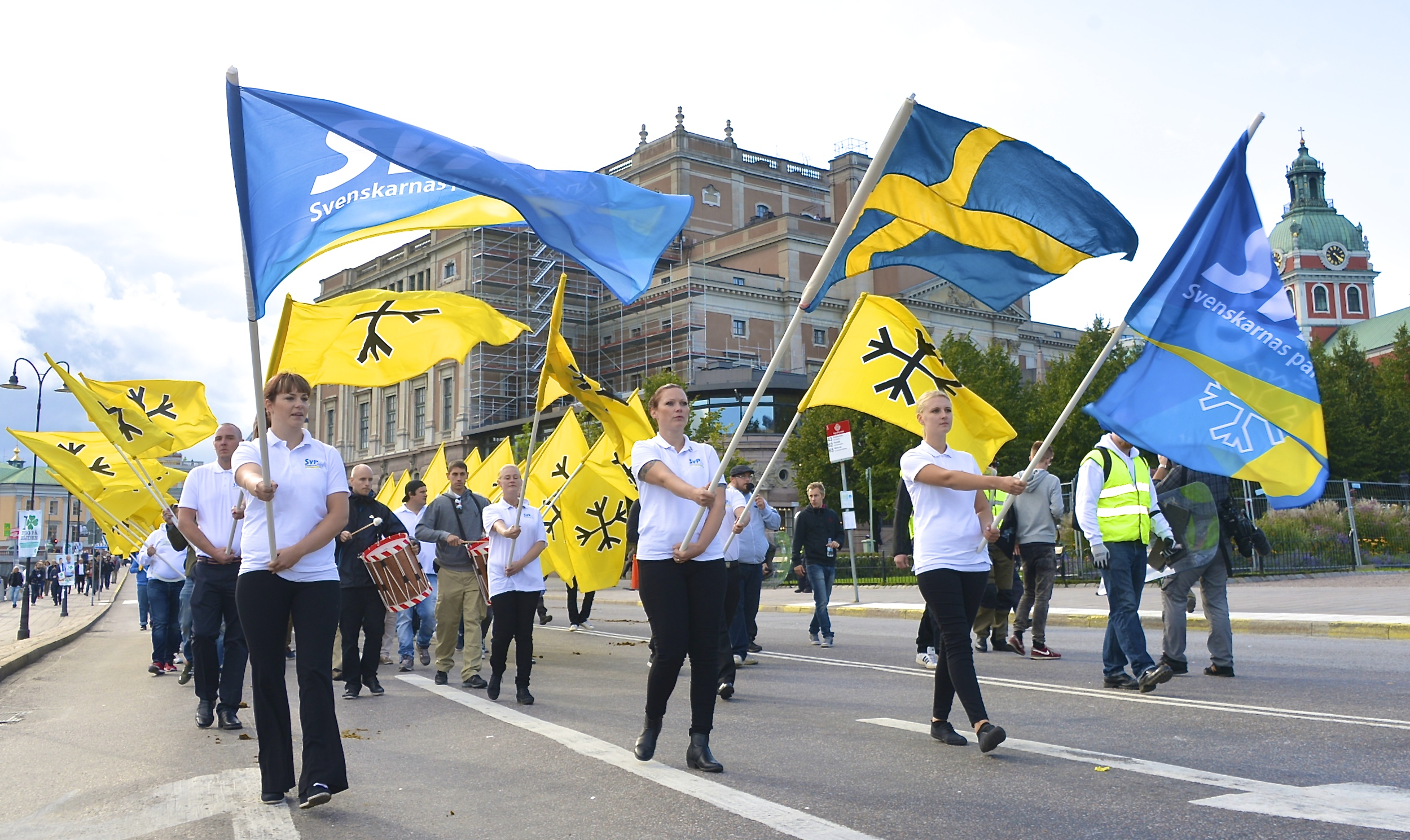
Knallskott hördes från motdemonstranterna när SvP passerade Kungsträdgården.
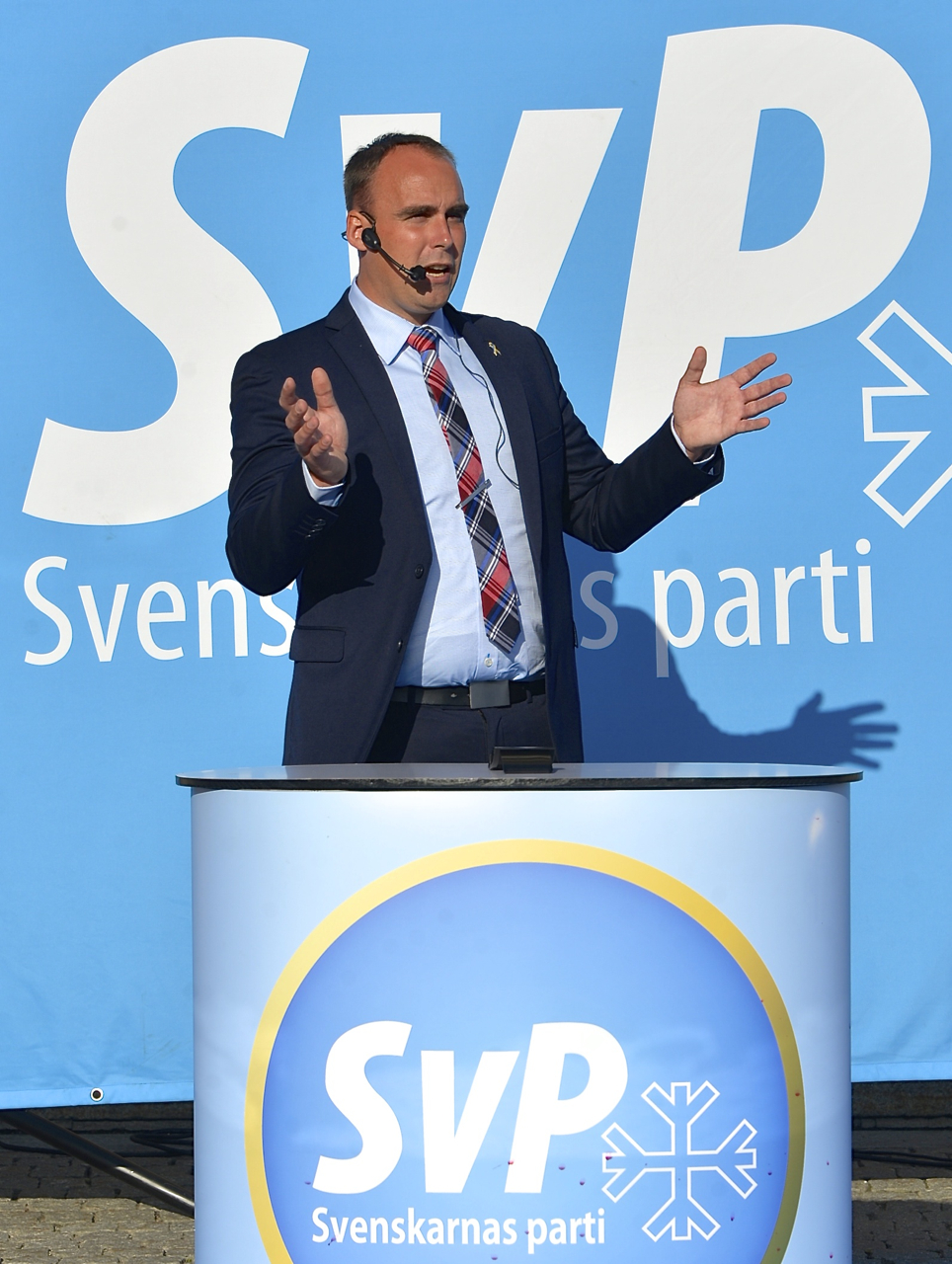
Stefan Jacobsson talar.
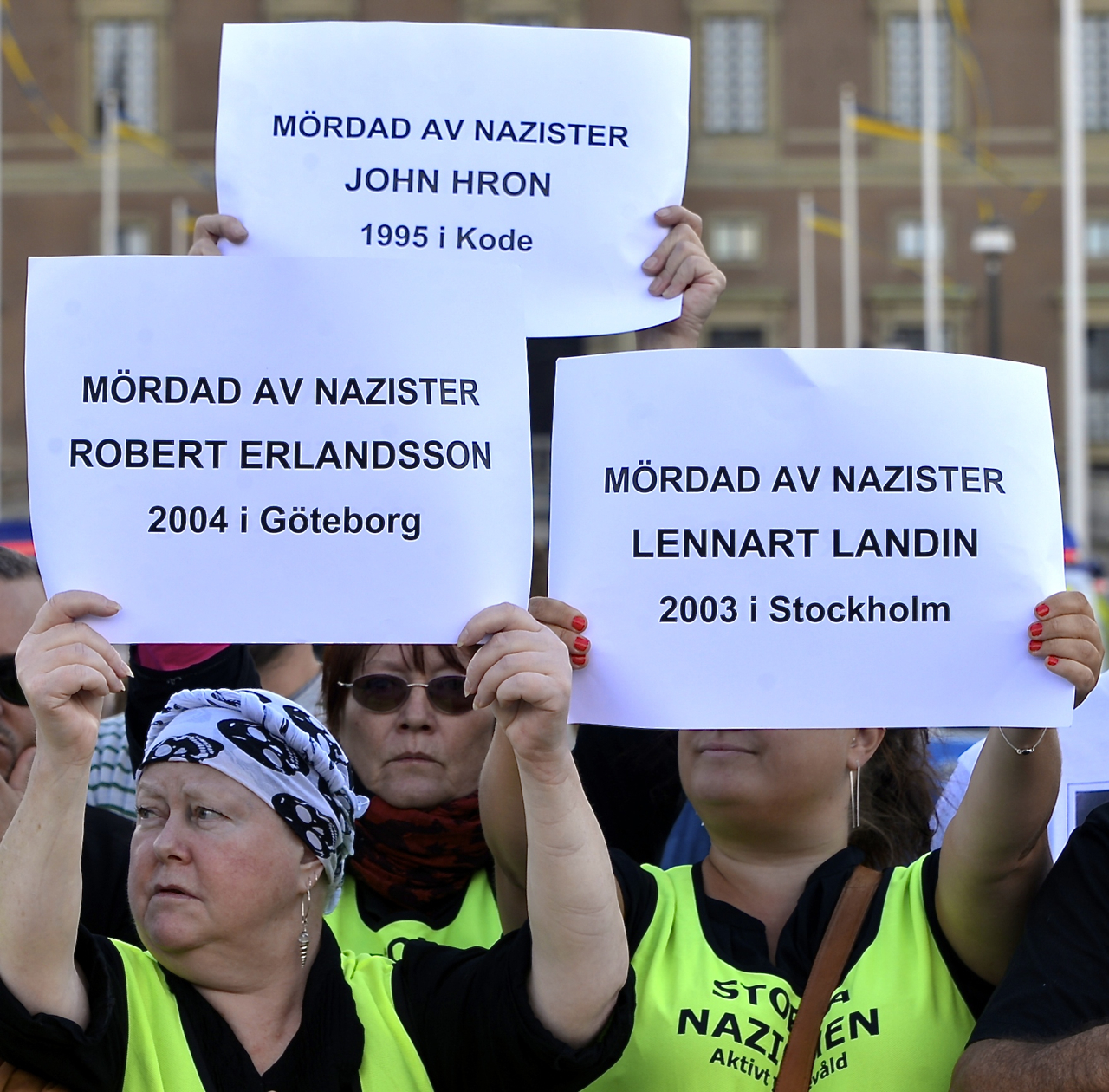
Motdemonstranter håller upp plakat med namn på personer som mördats av gärningsmän med nazistiska sympatier.
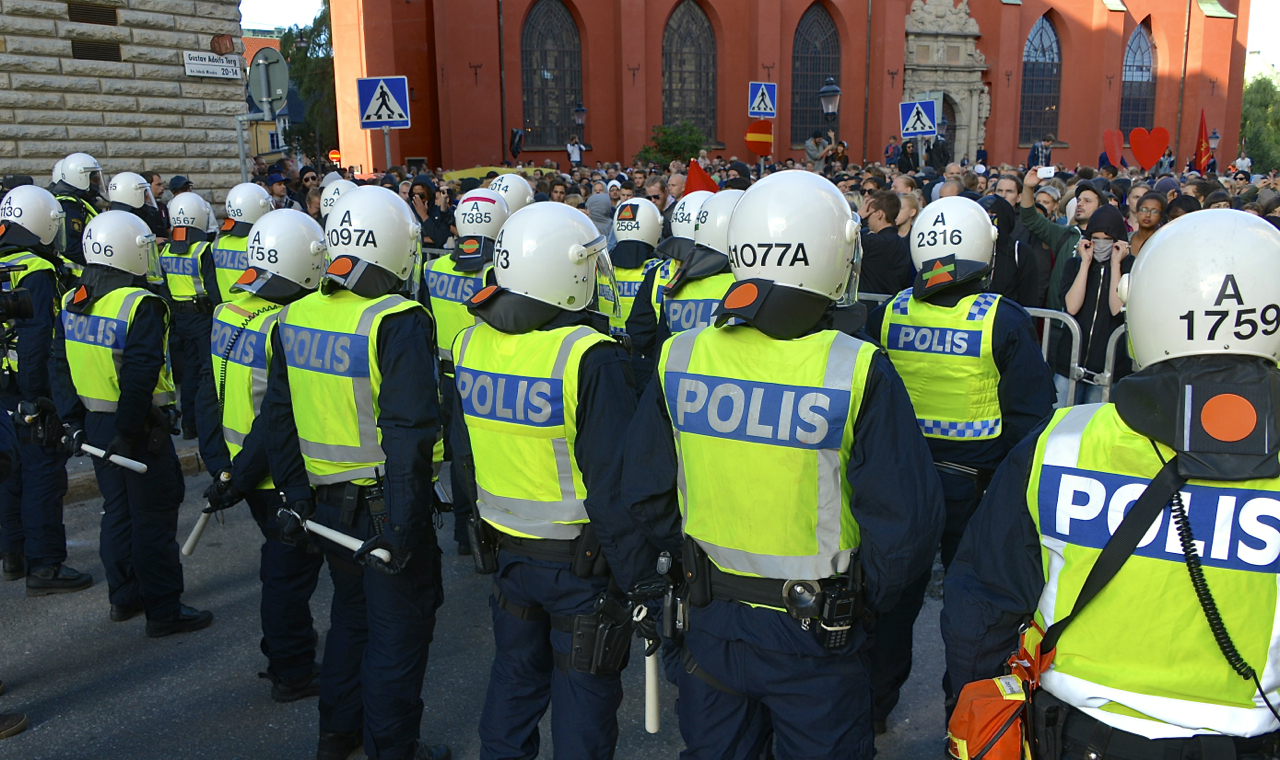
Motdemonstranterna släpptes aldrig närmre än 100 m från SvP.